# Рябов Олег Михайлович
Рябов Олег Михайлович (* 23 грудня 1932, Кременчук, СРСР — † 1996, Київ, Україна) — радянський і український диригент. Народний артист УРСР (1977).

## Життєпис
1958 року закінчив Київську консерваторію — по класу О. Г. Климова.
З 1959 року працював диригентом Ансамблю народного танцю УРСР, протягом 1960—1965 та знову з 1970 — Українського театру опери та балету.
Протягом 1966—1970 років стажувався, згодом диригував в Большому театрі.
Диригував опери:
- «Бал-маскарад»,
- «Богема»,
- «Доля людини» Дзержинського,
- «Опитмістична трагедія» Холминова,
- «Пікова дама»,
- «Приборкання непокірної»,
- «Іван Сусанін»,
- «Тоска»,
- «Шукачі перлин» Бізе,
- «Чіо-Чіо-Сан»

Балети:
- «Бахчисарайський фонтан»,
- «Лебедине озеро»,
- «Лілея» Данькевича,
- «Раймонда»,
- «Ромео і Джульєтта»,
- «Спартак».

Диригував симфонічними концертами, виступав за кордоном.
Брат О. М. Рябова — Ігор Михайлович — український піаніст та педагог-методист, заслужений діяч мистецтв України.

## Джерело
- Рябов О. М.